# Exocentrus diminutus
Exocentrus diminutus là một loài bọ cánh cứng trong họ Cerambycidae.